# Aniversario de la Liberación de Italia
El Aniversario de la Liberación de Italia, conocido también  bajo los nombres de Fiesta de la Liberación, Aniversario de la Resistencia o  simplemente el 25 de abril, es el día festivo,  que se celebra cada 25 de abril en Italia en conmemoración del final de la Segunda Guerra Mundial, y del final de la ocupación nazi del país.

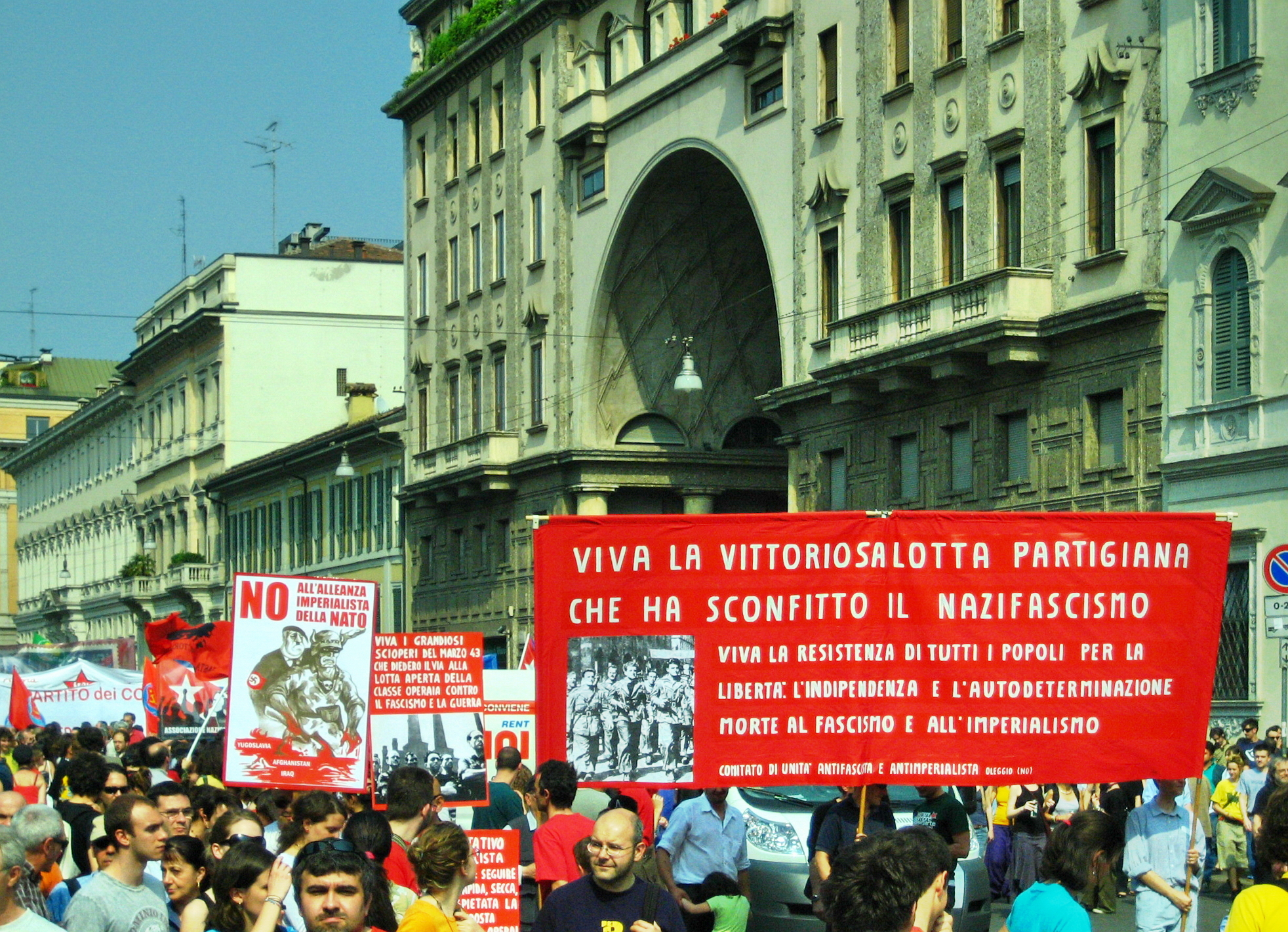
Manifestaciones por la Fiesta de la Liberación en Milán, 25 de abril de 2007.

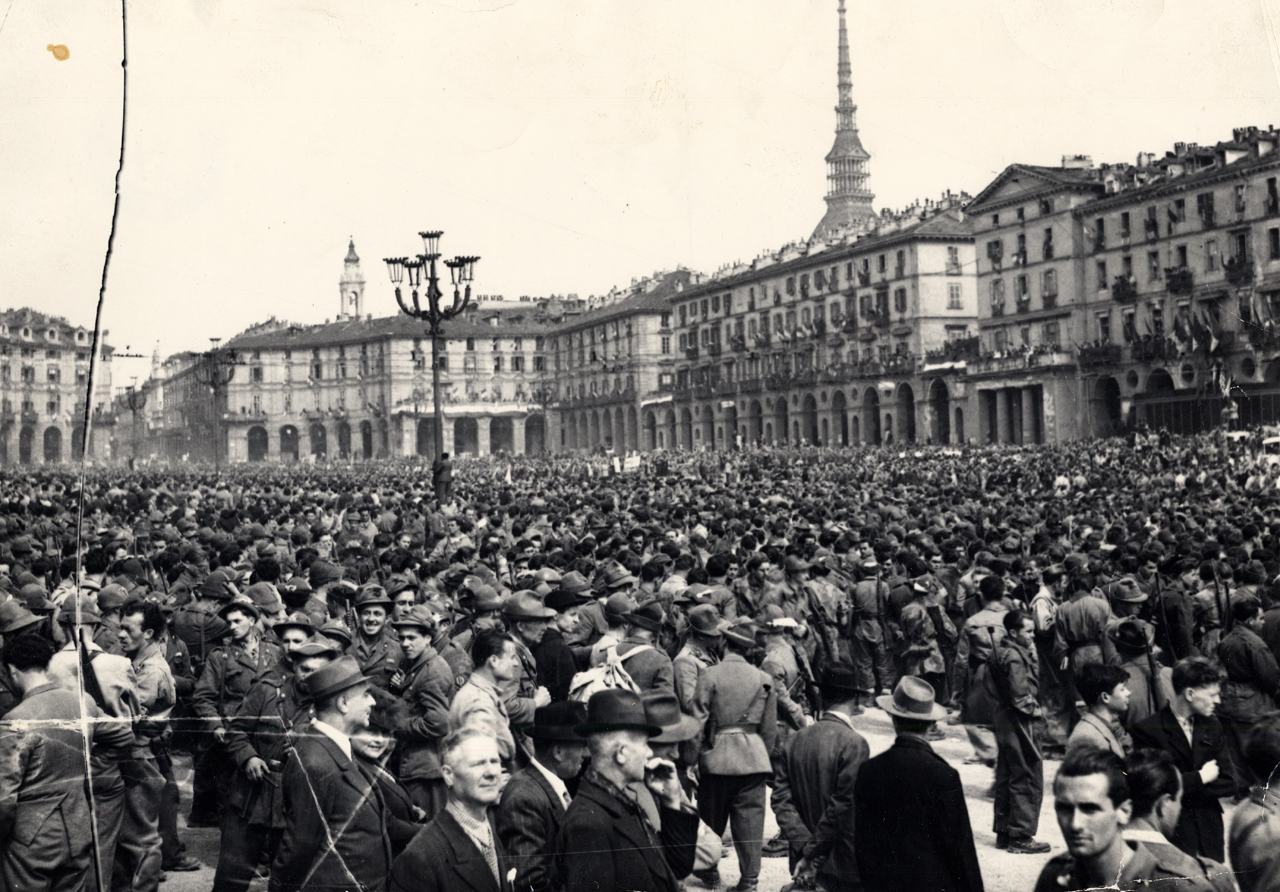
Turín, 6 de mayo de 1945. Desfile de la liberación en la piazza Vittorio Veneto.

La fecha del 25 de abril fue escogida por convención, porque corresponde al día de la liberación de las ciudades italianas de Milán, Turín y Génova en 1945.
Es en 1946 cuando se escoge la fecha del 25 de abril para celebrar la Liberación: en la mayoría de las ciudades italianas se organizan marchas y desfiles en memoria del acontecimiento. Mediante el decreto legislativo n⁰ 185 del 22 de abril de 1946, titulado «Disposizioni in materia di ricorrenze festive»,  se instaura oficialmente esta jornada nacional. El decreto declara: «Como celebración de la total liberación del territorio italiano, el 25 de abril de 1946 se declara fiesta nacional».